# ベストウエスタンホテルズ

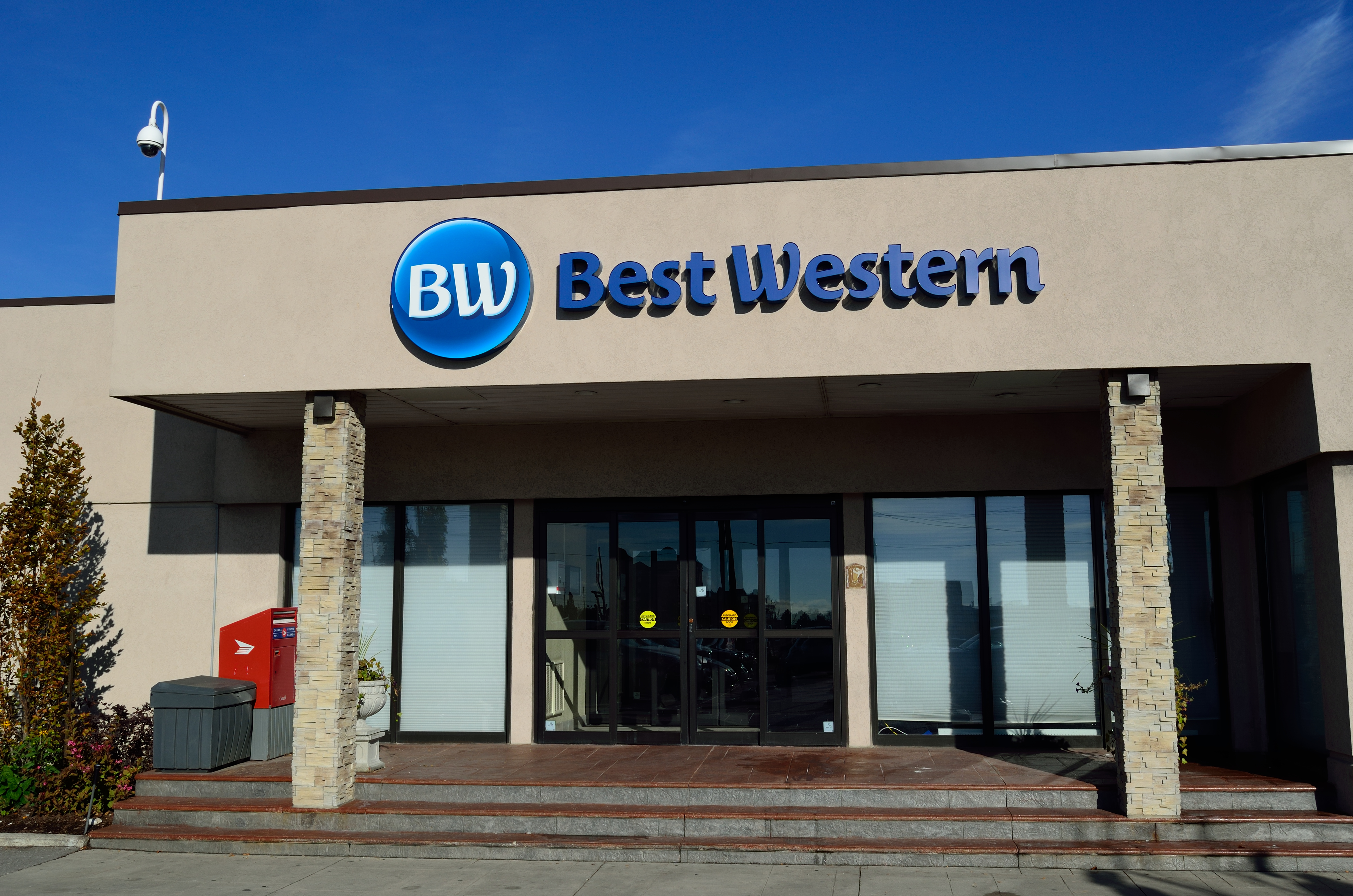
新しいロゴが付いたホテル

1993年～2015年まで使用されていたゴールドクラウンロゴ

ベストウエスタンホテルホテルズ＆リゾーツ (Best Western Hotels&Resorts) は。アメリカ発祥で、アリゾナ州フェニックスに本部を置き、世界110の国と地域に4,200軒以上のホテルを展開している世界最大規模のワールドホテルチェーンである。全世界でベストウェスタンリワード会員数4,200万人（2019年10月現在）を誇り、アメリカには約1,900軒、ヨーロッパ圏で1,500軒を数える。2019年現在、
アジア及び中東エリアのホテル数は、建設中のパイプラインも含めて約220軒を展開中。
2019年2月18日 - ベストウエスタンホテルズアンドリゾーツは、主要都市で約300軒のユニークで特別なホテルと、
リゾート＆ラグジュアリーホテルを展開しているWORLD HOTELSを買収したというニュースがリリースされた。

## 概要
ベストウエスタンホテルは、アメリカ発祥のワールドワイドホテルチェーンである。同じくアメリカ発祥のチョイスホテルズインターナショナルと同様に3つ星～3.5つ星の中級クラスが中心で、宿泊料金が比較的リーズナブルであるため、5つ星クラスの高級ホテルに宿泊する程の余裕はないが、防犯上の理由などで安宿には宿泊したくない旅行者から絶大な支持を受けている。もともと発祥はアメリカロードサイド型のモーテルタイプであったが、近年は3種類のコアとなるブランドが構築され（Best Western,Best Western Plus,Best Western Premier)、3つ星級のスタンダードホテルから5つ星級のリゾートホテルまでブランド展開を広げている。近年は更にブランドラインナップを充実させ、BW Premier COLLECTION、EXECUTIVE Residency、Vib、GLO、Sure Stay、Aiden、sadie など、国や地域及毎の特性、ミレニアル世代などゲストポートフォリオに対応する為、価格レンジに応じた13のブランドコレクションを展開している。リワードプログラム会員は世界全体で4,100万人、そのうち日本人の会員数は8万9000名（2019年10月現在）でとなっている。

## 日本での展開
1993年、ランドーナージャパンが日本での開発権を取得し、ベストウェスタンホテル高山を1999年7月に開業した。
2005年にベストウェスタンプレミアホテル長崎が開業、2006年8月4日には、同年3月末に撤退した高知ワシントンホテルプラザ跡にベストウェスタン高知が開業した。また、2007年3月1日には和歌山にベストウェスタンホテル和歌山が、同年7月25日には大阪の住之江ホテル阪神跡地にベストウェスタン・ジョイテル大阪が開業した。
2008年3月23日には首都圏初のベストウエスタンホテルとなるベストウェスタン新宿アスティナホテル東京が、同年4月20日にはシティ弘前ホテルが名称を変更してベストウェスタンホテルニューシティ弘前として開業した。
長野県松本市にある旧第一勧業銀行松本支店ビルを施設の一部として、改装後開業予定のベストウエスタン松本は、運営する株式会社ザ・ピース・インターナショナル（大阪市中央区）の親会社である株式会社レイコフ（大阪市中央区）が2008年3月20日に民事再生法の適用を申請したため開業が危ぶまれたが、同年3月26日に結婚式場を運営する株式会社ブライズワード（名古屋市中区）がベストウエスタン松本の運営を受諾、名称を「ホテル アルモニービアン」に変更し、当初の予定通り同年4月1日に開業した。受託期間は3か月で、この間にブライズワードはレイコフと協議をし、受託期間終了後の現在、運営中である｡
2008年9月3日に開業したベストウェスタン・トス（鳥栖市）は、運営会社のVGインベストメント株式会社が自己破産したため、2009年5月7日をもって営業を終了した。初年度の売上は約4億円を見込んでいたが、集客が軌道に乗らなかった。負債総額は約11億円。
2008年10月に、Best Western IncとADO(Area Development Organization）を締結した価値開発株式会社は、独自ブランドであったホテルフィーノから、ワールドホテルチェーン「ベストウェスタン」へのリブランドを開始。運営は100％子会社の株式会社フィーノホテルズが担う。
2010年にベストウェスタンホテルフィーノ札幌（旧ホテルフィーノ札幌）、ベストウェスタン福岡中洲（新規OPEN）、ベストウェスタンホテルフィーノ大分（旧ホテルフィーノ大分）、ベストウェスタン那覇INN（旧ホテルたまき）、ベストウェスタンホテルフィーノ大阪心斎橋（旧ホテルフィーノ大阪心斎橋）、ベストウェスタンホテル札幌中島公園（新規OPEN）を次々に開業。
2011年に、ベストウェスタンホテル名古屋（旧プリシード名古屋）が開業した。
2014年価値開発㈱のフランチャイズとして、ベストウェスタン東京西葛西（旧レンブラントイン西葛西）、ベストウェスタン横浜（旧レンブラントイン横浜鶴見）が開業した。
2015年価値開発㈱のフランチャイズとして、ベストウェスタンレンブラントホテル鹿児島リゾート（旧レンブラントホテルホテル鹿児島）が開業した。
2016年価値開発㈱の100％子会社であるフィーノホテルズが、2月にベストウェスタン沖縄恩納ビーチ、ベストウェスタン沖縄幸喜ビーチの直営運営を開始し、4月に価値開発㈱のフランチャイズとして、ベストウェスタンレンブラントホテル東京町田が開業した。
2017年4月レンブラントホールディングスが新築ホテルを江戸川区西葛西で開業。価値開発㈱のフランチャイズとして、ベストウェスタン東京西葛西グランデが開業した。
2017年9月価値開発㈱の直営方式でベストウェスタン大阪塚本が開業し、次いで10月ベストウェスタン山形エアポートが開業した。
2018年2月価値開発㈱の直営方式でベストウェスタン札幌大通公園が開業した。
2018年6月価値開発㈱の直営方式で日本初の上位ブランドラインであるベストウェスタンプラスホテルフィーノ千歳が開業した。
2018年10月価値開発㈱の直営方式で東京都内初の直営ホテルであるベストウェスタンホテルフィーノ東京秋葉原が開業した。
2018年12月価値開発㈱の直営方式で日本初上陸のブランド直営ホテルであるシュアステイプラスホテルByベストウェスタン新大阪が開業した。
2019年2月価値開発㈱の直営方式で大阪エリア4ホテル目となり上位「Plus」ラインでは2ホテル目の直営ホテルであるベストウェスタンプラスホテルフィーノ大阪北浜が開業した。
2019年4月時点で、日本で18軒のベストウェスタンブランドホテルが展開され、東京オリンピックまでに新規開業予定の「ベストウェスタンホテル」は4軒がアナウンスされていた。

## グループホテル（日本）

### 価値開発株式会社
- 株式会社フィーノホテルズ（東京都千代田区・価値開発㈱の100％子会社）
  - ベストウェスタン ホテルフィーノ大阪心斎橋（旧 ホテルフィーノ大阪心斎橋、2010年7月1日開業）
  - ベストウェスタンホテル名古屋（旧 ホテルプリシード名古屋、2011年12月1日リブランドオープン）
  - ベストウェスタンリゾート沖縄恩納ビーチ（旧 AJ 恩納ビルリゾートホテル、2016年2月18日リブランドオープン）
  - ベストウェスタンリゾート沖縄幸喜ビーチ（旧 AJ 幸喜リゾートホテル、2016年2月18日リブランドオープン）
  - ベストウェスタン大阪塚本（旧 ホテルオークスリーゼ塚本)
別会社が運営していた「ホテルオークスリーゼ塚本」（契約期間満了に伴い、2017年7月23日をもって閉鎖[1]）を、価値開発グループが建物オーナーからマスターリースし、リノベーション工事を行った上で、2017年9月1日にベストウェスタンとして新規オープン[2]。
  - ベストウェスタン山形エアポート（旧　ホテルイーストプラザ東根）
別会社が運営していたホテルイーストプラザ東根を、価値開発グループが建物オーナーからマスターリースし、2017年7月1日からホテルイーストプラザ東根のまま運営を開始。運営を行いながらリノベーション工事を行い、2017年10月1日にベストウェスタンとしてリブランドオープン[3]。
  - ベストウェスタン札幌大通公園（旧 札幌大通公園ホテル）
価値開発グループが建物オーナーからマスターリースし、フルリノベーションの上、2018年2月1日リブランドオープン[4]
  - ベストウェスタンプラスホテルフィーノ千歳　2018年6月1日グランドオープン(新築）
  - ベストウェスタンホテルフィーノ東京秋葉原　2018年10月グランドオープン（新築）
  - シュアステイプラスホテル by ベストウェスタン新大阪（旧新大阪ホテル）
「新大阪ホテル」が、2018年8月1日よりフィーノホテルズの運営となり、2018年12月20日よりシュアステイプラスホテルとしてリブランドオープン
  - ベストウェスタンプラスホテルフィーノ大阪北浜　2019年2月1日グランドオープン(新築）
  - ベストウェスタンホテルフィーノ東京赤坂 - 新築・直営、2020年8月1日開業。87室。
  - ベストウェスタンホテルフィーノ新横浜 - 新築・直営、2020年9月1日開業。108室。
  - ベストウェスタンプラス福岡天神南 - 新築・直営、2020年10月1日開業。236室。
- 株式会社プレミアリゾートオペレーションズ（価値開発の子会社）
  - ベストウェスタンTHE JAPONAIS 米沢（旧 イーストプラザ米沢　→　スマイルホテル米沢）

### FC
- 株式会社レンブラントイン
  - ベストウェスタン 東京西葛西（価値開発FC)（旧 レンブラントイン西葛西、2014年4月リブランドオープン)
  - ベストウェスタン 横浜（価値開発FC)（旧 レンブラントイン横浜鶴見、2014年4月リブランドオープン）
  - ベストウェスタン 東京西葛西グランデ（価値開発FC)（新築2017年4月グランドオープン)

### その他のベストウェスタン
なし

### 新規開業予定ホテル
- なし

### 過去に営業していたホテル
- 株式会社みかげ都市開発 ※運営企業である株式会社みかげ都市開発は現在、倒産。
  - ベストウェスタン高知（2006年8月4日開業、2010年3月22日で営業終了、23日閉館。旧高知ワシントンホテルプラザ）
- 現ウェルカムホテル高知（2010年12月12日オープン）
- VGインベストメント株式会社（佐賀県鳥栖市）
  - ベストウェスタン・トス（2008年9月3日開業、2009年5月8日閉館）
- 現グリーンリッチホテル鳥栖駅前（2010年5月10日オープン）
- 株式会社ビスタホテルマネジメント
  - ベストウェスタンホテル京都（2011年4月29日開業、2014年1月31日で営業終了）
- 現ホテルビスタプレミオ京都［河原町通］（2014年2月1日リブランドオープン）
- 株式会社ランドーナージャパン
  - ベストウェスタンホテルニューシティ弘前（旧 シティ弘前ホテル（東急インチェーン） - 現 ホテルナクアシティ弘前
  - ザ・ホテル京都パレスBWシグニチャーコレクションbyベストウェスタン - 2021年10月開業、2022年6月に破綻のため閉館。コロナ禍での開業のため閉館まで主に休日等の隔日で営業。レストランは常時閉業の状態だった。
  - ザ・ホテル長崎BWプレミアコレクション - 2005年7月に、1990年開業の長崎プリンスホテルをベストウェスタンプレミアホテル長崎にリブランドした。2016年12月からベストウェスタンプレミアコレクションにリブランド、その後破綻のため閉館。
  - ベストウェスタンホテル高山（2021年9月20日で営業終了） - 2013年にランドーナージャパンから会社分割により高山マネジメント設立（ベストウェスタンホテル高山を運営）[5]。高山マネジメントは新型コロナウイルス感染拡大の影響を受けて2021年12月に岐阜地裁高山支部から自己破産手続きの開始決定を受けた[5]。ランドーナージャパンはホテルをグループから切り離し、運営権をソラーレホテルズアンドリゾーツに譲渡し、2021年11月15日からチサングランド高山として営業している[5]。
- 株式会社サンオウミ
  - ベストウェスタンアスティナ新宿東京（2015年4月15日で営業終了）
- 2015年4月15日に現シタディーンセントラル新宿東京にリブランド。「シタディーン」（en:Citadines）は、アジア太平洋・ヨーロッパ・湾岸地域で、アスコットが運営するレジデンスの1つ。
- 株式会社フィーノホテルズ（東京都千代田区）
  - ベストウェスタン 福岡中洲イン（2010年2月1日開業）- 現ベッセルイン福岡中洲
  - ベストウェスタンホテル札幌中島公園（2010年10月1日開業）- 現イビススタイルズ札幌中島公園
- 日本都市ホテル開発株式会社（大阪市西区）
  - ベストウェスタンホテル和歌山（現 アパホテル和歌山）
  - ベストウェスタン・ジョイテル大阪（オスカードリーム）
- 2016年3月15日に、大阪ジョイテルホテルにリブランド[6][7]
  - ベストウェスタンホテル仙台（2008年8月1日開業、旧ニューワールドホテル）
- 2016年3月7日に、仙台ジョイテルホテルにリブランド[6][7]
  - ベストウェスタンホテル関西エアポート（2010年12月1日開業、旧関空日根野ステーションホテル）
- 2016年3月4日に、関空ジョイテルホテルにリブランド[6][7]
- 株式会社レンブラントホールディングス
  - ベストウェスタンレンブラントホテル東京町田（旧 ホテル ザ・エルシィ町田、2016年4月28日リブランドオープン)

　　　　　- 2020年10月1日に、レンブラントホテル東京町田にリブランド。
- その他
  - ベストウェスタン ホテルフィーノ札幌（旧 ホテルフィーノ札幌、2010年2月1日リブランドオープン）
- 2016年10月に、ホテルマイステイズ札幌駅北口にリブランド
  - ベストウェスタン ホテルフィーノ大分（旧 ホテルフィーノ大分、2010年2月1日リブランドオープン）
- 2016年10月に、ホテルマイステイズ大分にリブランド
  - ベストウェスタン 那覇イン（旧 ホテルタマキ、2010年2月1日リブランドオープン）
- 2017年4月に、HOTEL　AZATにリブランド
  - ベストウェスタンレンブラントホテル鹿児島リゾート（旧 レンブラントホテル鹿児島、2015年4月リブランドオープン)
- 2019年9月に、アートホテル鹿児島にリブランド

## 中国での展開
ベストウエスタンホテルは中国へ2002年に進出した（現地名は最佳西方）。
- ベストウェスタン OL スタジアムホテル 北京（北京亜奥国際酒店）
- ベストウェスタン グランドスカイホテル 北京（北京碧雲天国際酒店）
- ベストウェスタン フォーチュンホテル 福州（福州財富酒店）
- ベストウェスタン 杭州 メイユエンホテル（杭州梅苑賓館）
- ベストウェスタン プートン サンシャインホテル 上海（浦東聖莎大酒店）